# Flavius Sosipater Charisius
Pour les articles homonymes, voir Charisius.
Flavius Sosipater Charisius est un grammairien latin, de l'illustre famille Flavia, qui vivait au IVe siècle, sous Honorius, et fut préfet de Rome.

## Biographie
Charisius composa un traité complet de grammaire qui ne nous est pas parvenu en entier, et dont les fragments ont été publiés par Fabricius, dans son Recueil des anciens grammairiens, Leipzig, 1563, par Helias Van Putschen, dans les Grammatici antiqui, Hanau, 1605, par Denys Godefroy, dans les Auctores lat. linguae, 1632, Heinrich Keil, dans la collection Teubner, Leipzig, 1857, et Carl Barwick, Leipzig, 1925.